# Rallicula mayri
La rallina di Mayr o rallina castana di Mayr (Rallicula mayri Hartert, 1930) è un uccello della famiglia dei Sarotruridi originario della Nuova Guinea.

## Descrizione
La rallina di Mayr misura 23-25.5 cm di lunghezza e pesa attorno ai 120-130 g. Il maschio è quasi completamente marrone, più scuro sulla parte dorsale, mentre nella femmina i colori marrone e nero sono distribuiti più a mosaico. Sulle ali dei maschi sono presenti delle piccole macchie o barre color camoscio. Sulla coda vi sono delle sottili barre nere; le regioni inferiori, così come il sottocoda, sono marroni, con sottili barre bianco-camoscio dai margini neri. L'iride è grigio-bruna, il becco grigio scuro o nero e le zampe e i piedi neri. La femmina ha le ali e il dorso castano scuro, con grosse macchie color camoscio dai margini neri. Gli esemplari giovani non sono mai stati descritti.

## Distribuzione e habitat
La rallina di Mayr vive in tre isolate catene montuose della Nuova Guinea settentrionale, in particolare sulle Cyclops mountains. Abita le foreste pluviali tra i 1100 e i 2200 m di quota..

## Tassonomia
Vengono riconosciute due sottospecie di rallina di Mayr:
- R. m. mayri Hartert, 1930 (monti Cyclops, nella Nuova Guinea nord-occidentale), dal colore bruno rossiccio scuro[8];
- R. m. carmichaeli Diamond, 1969 (monti Foja, Torricelli e Bewanni, nella Nuova Guinea centro-settentrionale), dal colore rosso-bruno, nero sulla schiena e con la femmina con macchie scure sul piumaggio[8].